# 彼得拉-马拉齐
彼得拉-马拉齐（義大利語：Pietra Marazzi），是意大利亚历山德里亚省的一个市镇。总面积7.83平方公里，人口913人，人口密度116.6人/平方公里（2009年）。ISTAT代码为006129。